# 勒克卢瓦特尔-圣泰戈内克
勒克卢瓦特尔-圣泰戈内克（法語：Le Cloître-Saint-Thégonnec，法語發音：[lə klwatʁ sɛ̃ teɡɔnɛk]）是法国菲尼斯泰尔省的一个市镇，位于该省东北部，属于莫尔莱区。

## 地理
勒克卢瓦特尔-圣泰戈内克（48°28'48"N, 3°47'41"W）面积28.48 平方千米，位于法国布列塔尼大區菲尼斯泰尔省，该省份为法国最西部的省份，位于布列塔尼半岛西部，北西南三面环大西洋，东临阿摩尔滨海省和莫尔比昂省。
与勒克卢瓦特尔-圣泰戈内克接壤的市镇（或旧市镇、城区）包括：贝里安、普莱贝尔克里斯特、普卢贡旺、普卢内乌尔梅内兹、普卢兰莱莫尔莱、斯克里尼亚克。

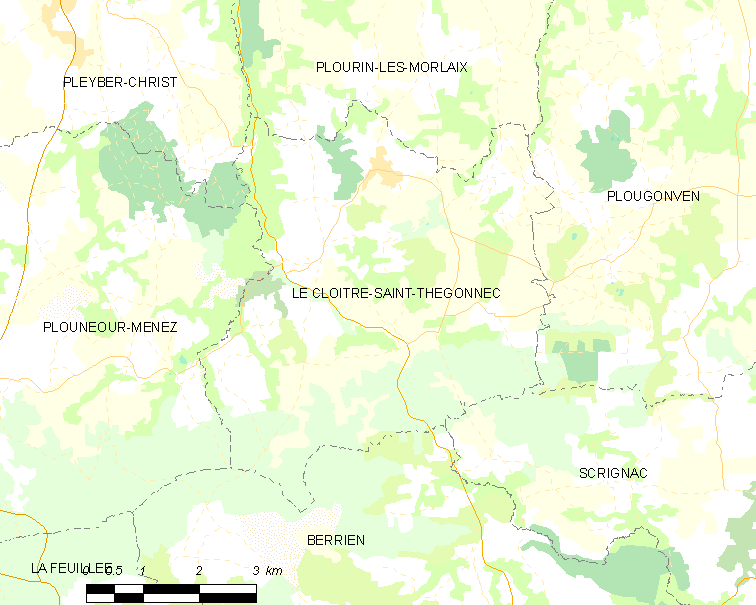
勒克卢瓦特尔-圣泰戈内克的OSM定位图

勒克卢瓦特尔-圣泰戈内克的时区为UTC+01:00、UTC+02:00（夏令时）。

## 行政
勒克卢瓦特尔-圣泰戈内克的邮政编码为29410，INSEE市镇编码为29034。

## 政治
勒克卢瓦特尔-圣泰戈内克所属的省级选区为普卢伊尼欧县。

## 人口

1962-2008年间勒克卢瓦特尔-圣泰戈内克人口变化图示

勒克卢瓦特尔-圣泰戈内克于2022年1月1日时的人口数量为644人。